# Heinz Felsch
Heinz Felsch (geboren 14. Juli 1922 in Weißenfels; gestorben 14. März 2016 in Halle an der Saale) war ein deutscher Maler und Grafiker.
Neben einem umfangreichen Œuvre von Bildern in Öl sowie Mischtechnik produzierte er auch als gelernter Lithograph eine Vielzahl von Lithographien in der eigenen Druckwerkstatt. Die Themen seiner Bilder und Grafiken sind vorrangig Landschaften und Stillleben, aber auch Porträts und Personen.

## Leben
Nach Schulabschluss nahm Flesch 1937 eine kaufmännische Lehre auf, die er 1940 abbrechen musste, weil er zur Wehrmacht einberufen wurde und als Fahrer in Frankreich am Zweiten Weltkrieg teilnahm. Später sollte er nach Afrika geschickt werden, wurde dann aber stattdessen nach Russland zur Luftwaffe beordert, wo er bei Aufklärungsflügen eingesetzt wurde. Bei einem Angriff erlitt er ein Schädel-Hirn-Trauma durch Schrapnell-Einschuss. Bis Kriegsende wurde er daraufhin in Dänemark in einem Lazarett behandelt. Dort begann er auch zu zeichnen.
Gleich nach Ende des Krieges begann er eine Lehre als Lithograph und studierte von 1946 bis 1951 bei Charles Crodel an der späteren Hochschule für industrielle Formgestaltung Halle – Burg Giebichenstein Malerei. Er gehörte dort zu einer Gruppe von Malern, deren Werke als „Hallesche Schule“ bezeichnet werden, eine Strömung der modernen Malerei der 1940er bis 1950er Jahre, die unter dem Einfluss von Crodel und Erwin Hahs entstand. Der Begriff „Hallesche Schule“ beschreibt eine bestimmte regionale Auffassung, die Klassische Moderne fortzuführen und weiterzuentwickeln.
Eine anhaltende Künstler- und Männerfreundschaft verband Felsch mit Albert Ebert bis zu dessen Tod im Jahre 1976. Sie begegneten sich während des Studiums und hatten in dieser Zeit ein gemeinsames Zimmer in der Pauline, einem Nebengebäude der Kunstschule Burg Giebichenstein. Die physische und geistige Nähe Eberts ist in vielen Bildern mit Alltagsmotiven bei Felsch zu spüren.
Als Crodel 1951 zum Professor an die Münchner Akademie der Bildenden Künste berufen wurde, wollte er Felsch als künstlerischen Assistenten und Lithographen mitnehmen. Heinz Felsch entschied sich aber aus familiären Gründen, in Halle zu bleiben, uns arbeitete seitdem dort als freischaffender Künstler.
1949 heiratete er die Maler-Kommilitonin Brigitte Reiff (1925–2015), auch ein Crodel-Schülerin. Sie bekamen einen Sohn, den späteren Designer Matthias Felsch (* 1950), und zwei Töchter. Die beiden Künstler verbrachten die Sommermonate der späten vierziger und fünfziger Jahren regelmäßig in Ahrenshoop am Darß. Aus dieser Zeit stammen zahlreiche Bilder und Grafiken, inspiriert von der widersprüchlichen rauen und zugleich lieblichen Landschaft zwischen Ostsee und Bodden.
Ab Mitte der sechziger bis Ende der siebziger Jahre arbeitete Felsch mit Unterstützung seiner Frau an größeren baubezogenen Auftragsarbeiten. Es entstanden Mosaiken und Wandbilder für öffentliche Bauten, vorrangig Schulen und Krankenhäuser in Halle und Umgebung. Für die Poliklinik Reil in Halle/Saale schufen sie drei große Mosaikfriese, wovon zwei noch erhalten und zu sehen sind. Ein weiterer 17 Meter breiter Mosaikfries existiert noch in einer Schule in Braunsbedra im Saalkreis Halle.
Als die staatlichen Aufträge Ende der siebziger Jahre ausblieben, und die künstlerische Tätigkeit für den Lebensunterhalt nicht mehr ausreichte, verbesserte das Ehepaar seine finanzielle Situation durch Keramikschmuck, kleine Medaillons und anderer Kleinkeramik, die sie in eigener Werkstatt herstellten und verkauften.
Felsch malte immer weiter, noch weit über die 90 hinaus. Akribisch präparierte er auch die Rahmen seiner Bilder mit altmeisterlichen Blattsilber Auflagen.
1951 wurde Felsch in den Landesverbandes Bildender Künstler Sachsen-Anhalt aufgenommen, von 1952 bis 1990 war er dann Mitglied des Verbands Bildender Künstler der DDR.

## Tafelbilder (Auswahl)
- Blick ins Saaletal (Öl, 1951)[2][3]
- Im Urlaub (Öl, 1952)[4][3]
- Beim Dreschen (Öl, 1952)[5][3]
- Ferienspiele (um 1964)[6][3]

## Ausstellungen (unvollständig)

### Postume Einzelausstellungen
- 2017: London, Galerie STUDIO_13A, London, SE23 3HG[7]
- 2018: Ahrenshoop, Kunstkaten („Heinz Felsch 1922 – 2016“)

### Teilnahme an Ausstellungen
- 1969 und 1977: Leipzig, Messehaus am Markt („Kunst und Sport“)
- 1969, 1974 und 1979; Halle/Saale, Bezirkskunstausstellungen
- 2014: Halle/Saale (Ausstellung der Crodelschüler)